# Pulse of Europe
Pulse of Europe és una sèrie de manifestacions en defensa dels valors de la Unió Europea. Aquestes manifestacions començaren a Alemanya el novembre del 2016 i progressivament s'han anat estenent a altres ciutats europees, amb la participació de milers de persones. Pulse of Europe sorgí com a resposta a la radicalització política a diversos Estats membres de la Unió Europea i la puixança del populisme al continent.